# Arco de triunfo del Carrusel
El arco de triunfo del Carrusel es un monumento parisino que data de 1809 y que se encuentra en la plaza del Carrusel, en el I distrito, entre el Museo del Louvre y el jardín de las Tullerías. Con entradas en cada una de sus cuatro caras (tetrápilo), este arco de triunfo fue objeto de una clasificación en el título de los monumentos históricos desde el 10 de septiembre de 1888. En 1999, quedó incluido dentro de la delimitación del ámbito de Riberas del Sena en París, bien declarado patrimonio de la Humanidad por la Unesco.
El sitio es servido por la estación de metro de Palais Royal - Louvre.

## Historia
Napoleón Bonaparte hizo erigir un arco de triunfo llamado el Arco de Triunfo del Carrusel, en conmemoración de sus victorias militares. El arco fue construido entre 1806 y 1808 por Pierre-François-Léonard Fontaine y Charles Percier, según el modelo del arco de Constantino en Roma.
Los cuatro caballos originales de la cuadriga de bronce que se halla en lo alto del arco son una réplica de los que están en el museo de la Basílica de San Marcos de Venecia, ya que los originales fueron parte del botín de guerra que Napoleón consiguió al abolir la república de Venecia (1797), los cuales se encontraban en la plaza de la catedral de San Marcos (y habían sido traídas de Constantinopla tras el saqueo de la ciudad en 1204) y a su vez son copias de originales griegos de bronce dorado del siglo IV a. C. que venían del Templo del Sol de Corinto.
Los bajorrelieves relatan sus victorias de 1805. Son obra de los escultores Jean-Joseph Espercieux, Pierre Cartellier, Louis Pierre Deseine y Jacques-Philippe Lesueur.
Las cuatro columnas de orden corintio son de mármol rosa, así como el entablamento. Cada una sirve de pedestal a una estatua de un soldado con el típico uniforme del Gran Ejército napoleónico (ver foto a la derecha).
El carro está escoltado por las alegorías de la Victoria y de la Paz, en oro (esta última es obra de François Joseph Bosio (1768-1845)).
Se cree comúnmente que la persona que conduce el carro es el emperador en persona. Sin embargo, no es así. Efectivamente se fabricó una estatua de bronce de Napoleón en triunfo conduciendo el carro de la victoria y se la colocó en su lugar correspondiente. Pero el emperador rehusó al final ver su efigie en la cumbre de este arco dedicado al Gran Ejército. Se quitó la estatua en 1812 debido a dificultades técnicas, y el carro se quedó vacío hasta 1828. La citada estatua de Napoleón es de bronce dorado y es obra de François Frédéric Lemot (fue un pedido de Vivant Denon). Se encuentra actualmente en el museo del Louvre, a escasos cincuenta metros de su destino original.
Cuando en 1815 los oponentes de Napoleón ocupan París, desmontan los bajorrelieves, devuelven los caballos a Venecia y destruyen el carro.
Los bajorrelieves se vuelven a montar en 1820 y, ocho años más tarde, el rey Carlos X instala una copia de la cuadriga, conducida por una alegoría de la Restauración (de la monarquía) con la constitución en su mano izquierda.
El frontispicio delantero tiene la siguiente inscripción:

El ejército francés embarcado en Boulogne amenazaba a Inglaterra. Una tercera coalición estalla en el continente. Los franceses vuelan del océano al Danubio. Baviera es liberada, el ejército austríaco es preso en Ulm. Napoléon entra en Viena y triunfa en Austerlitz. En menos de cien días la coalición es disuelta.

La parte posterior presenta un aspecto muy semejante, con el siguiente texto en el frontispicio:

A la voz del vencedor de Austerlitz cae el Imperio de Alemania. Empieza la Confederación del Rin. Los reinos de Baviera y Wurtemberg son creados. Venecia es reunida a la corona de hierro. Italia entera adopta las leyes de su liberador.

Gracias a una perfecta alineación, se puede ver desde el arco el jardín de las Tullerías, el obelisco de la plaza de la Concordia, los Campos Elíseos y el Arco del Triunfo. Dando media vuelta, se observa la pirámide del Louvre y el paso a la corte interior del palacio del Louvre.

Vistas históricas del arco de triunfo del Carrusel
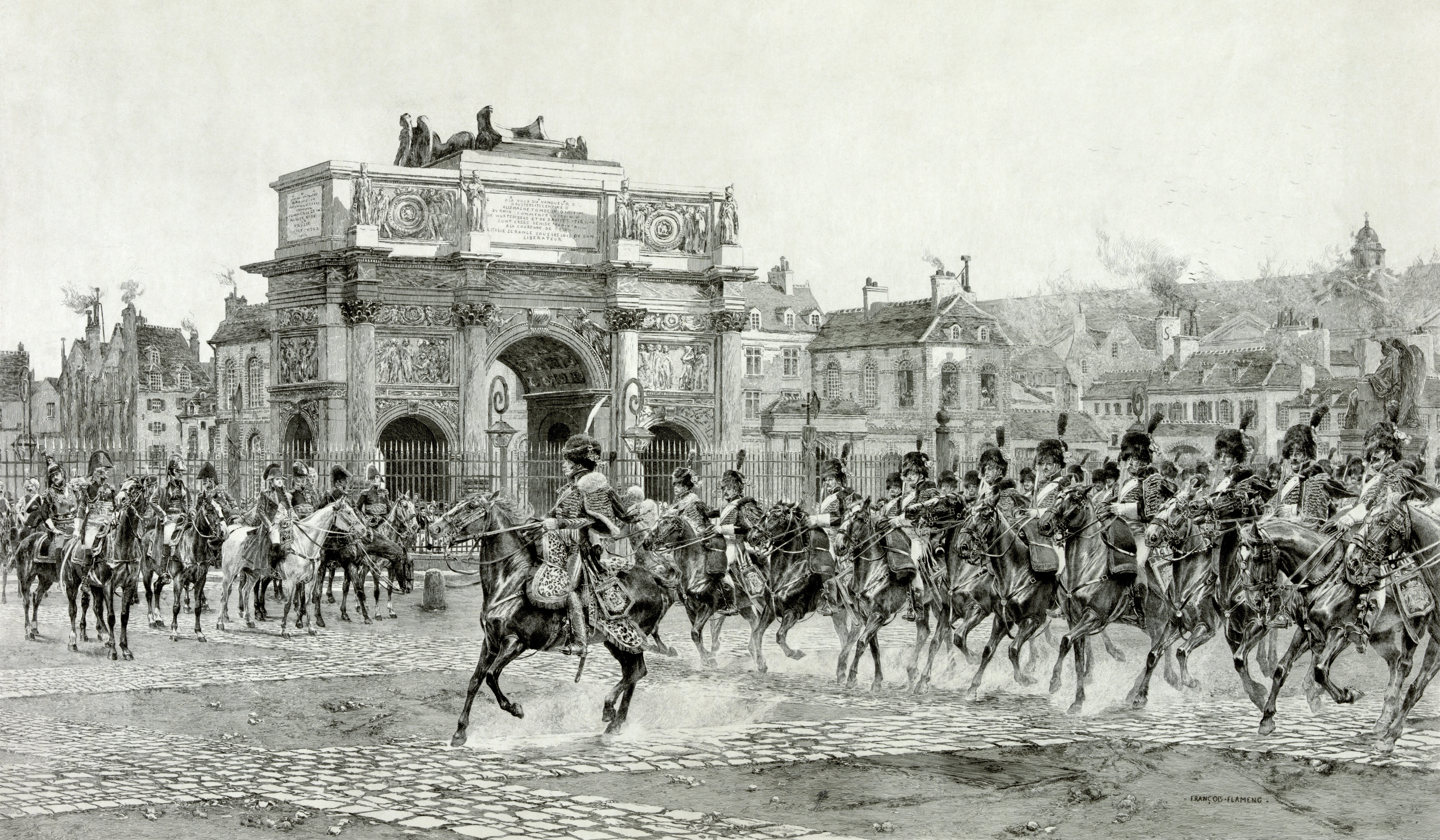
Napoléon passant en revue ses troupes devant l'arc de triomphe du Carrousel en 1810 (1901), aguafuerte de Auguste Boulard (hijo) según François Flameng.
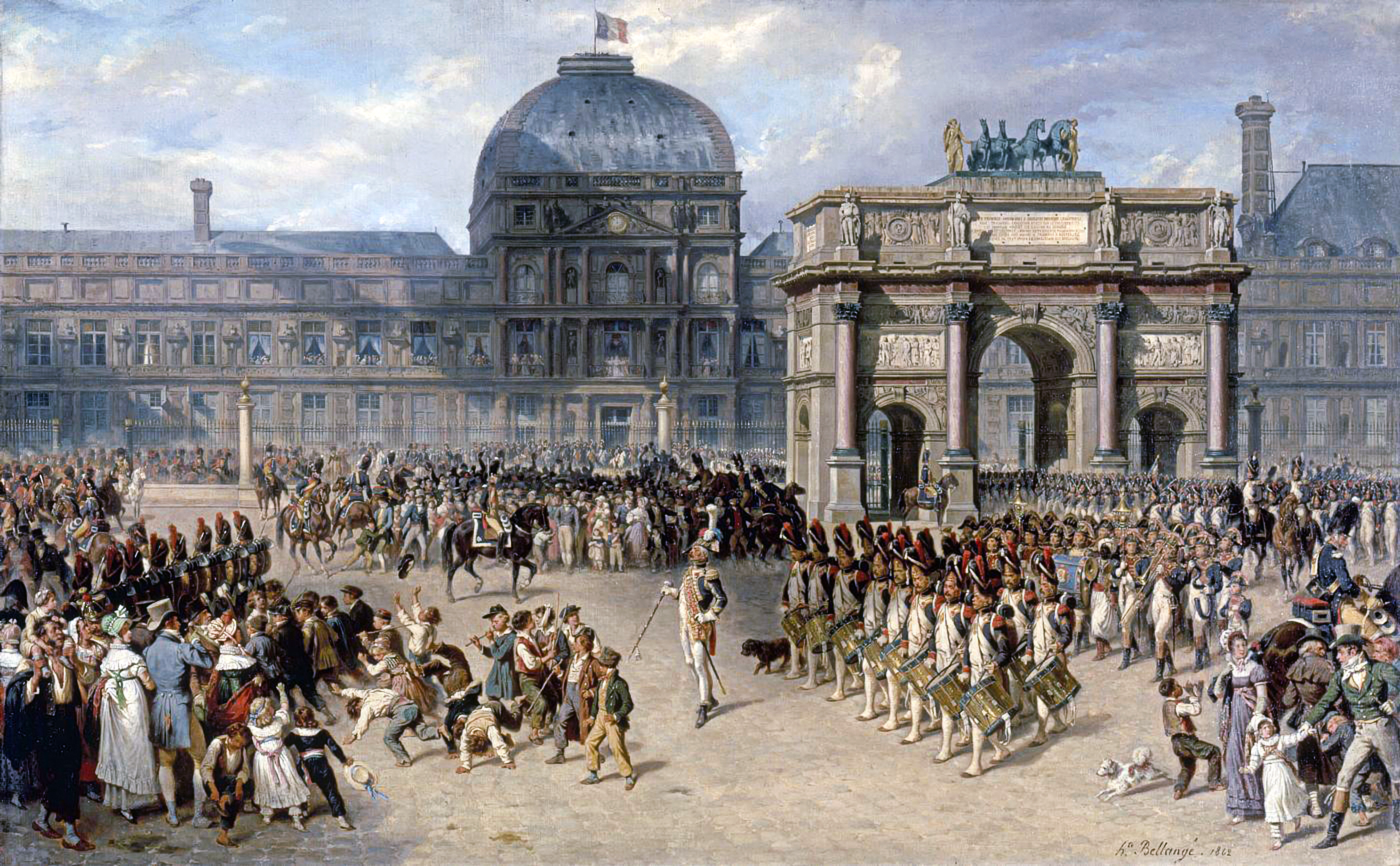
Un jour de revue sous l'Empire (1862), de Hippolyte Bellangé.
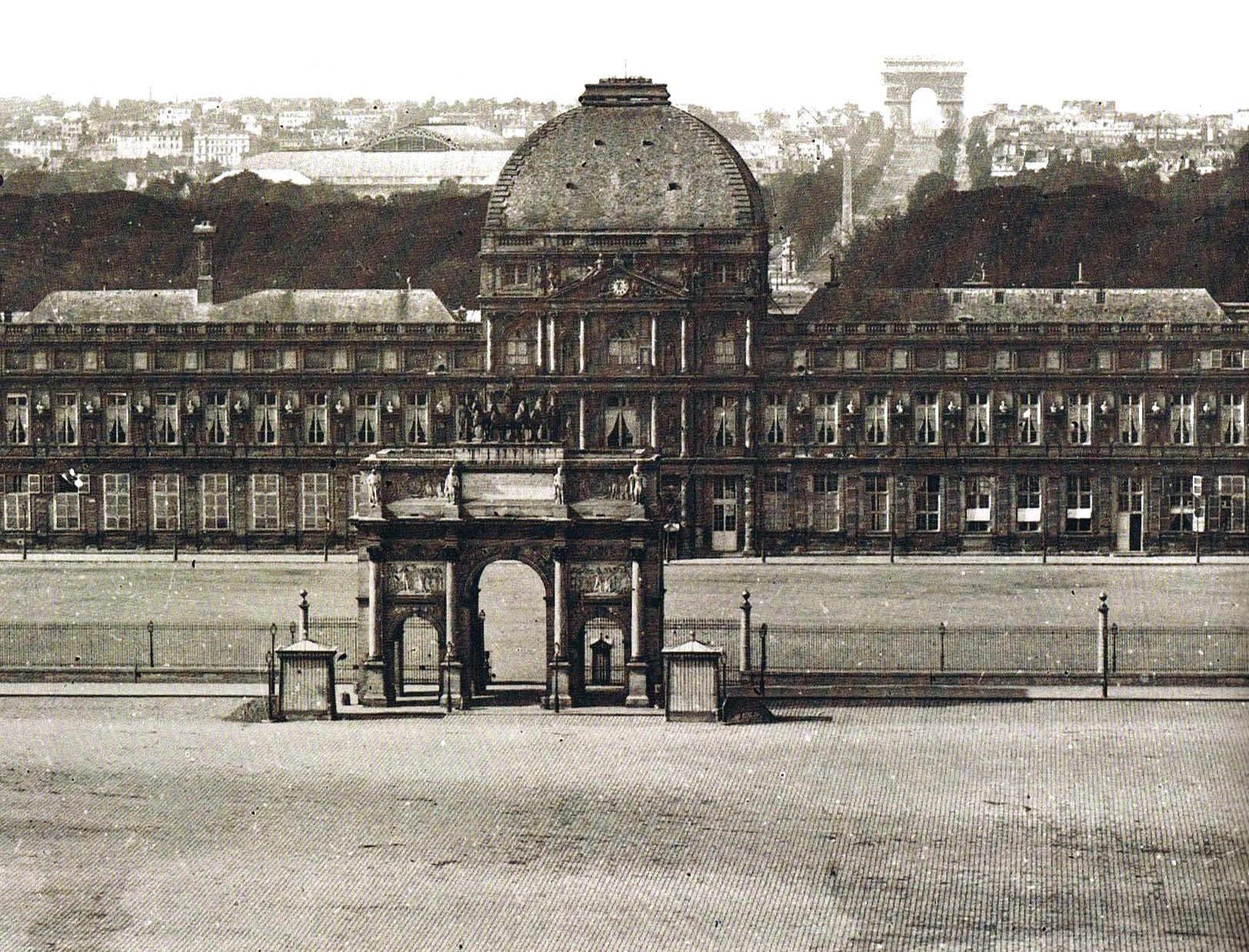
El arco de triunfo y el palacio de las Tullerías hacia 1860.
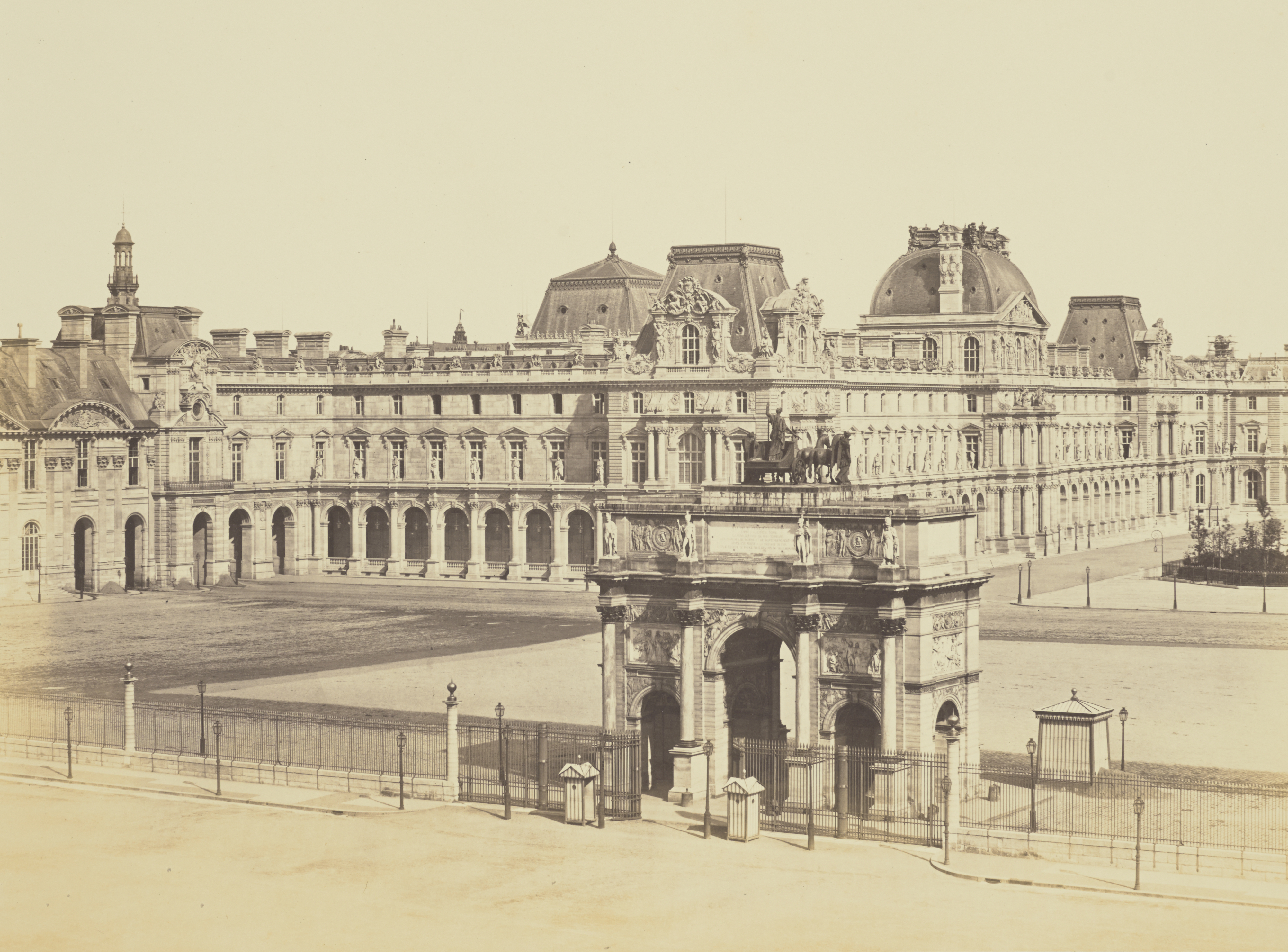
La plaza del Carrusel en 1853.
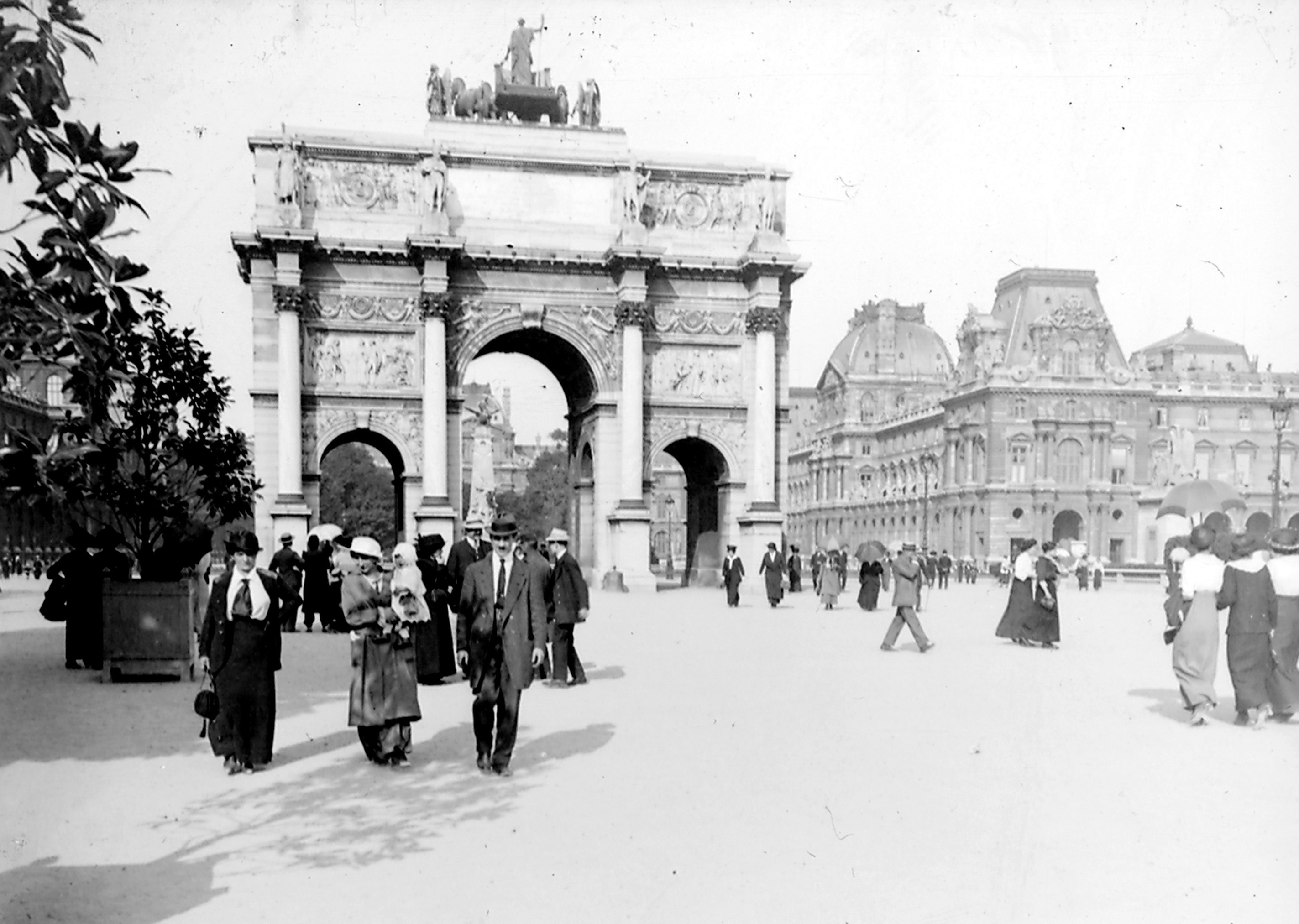
El arco de triunfo en los años 1914-1918.
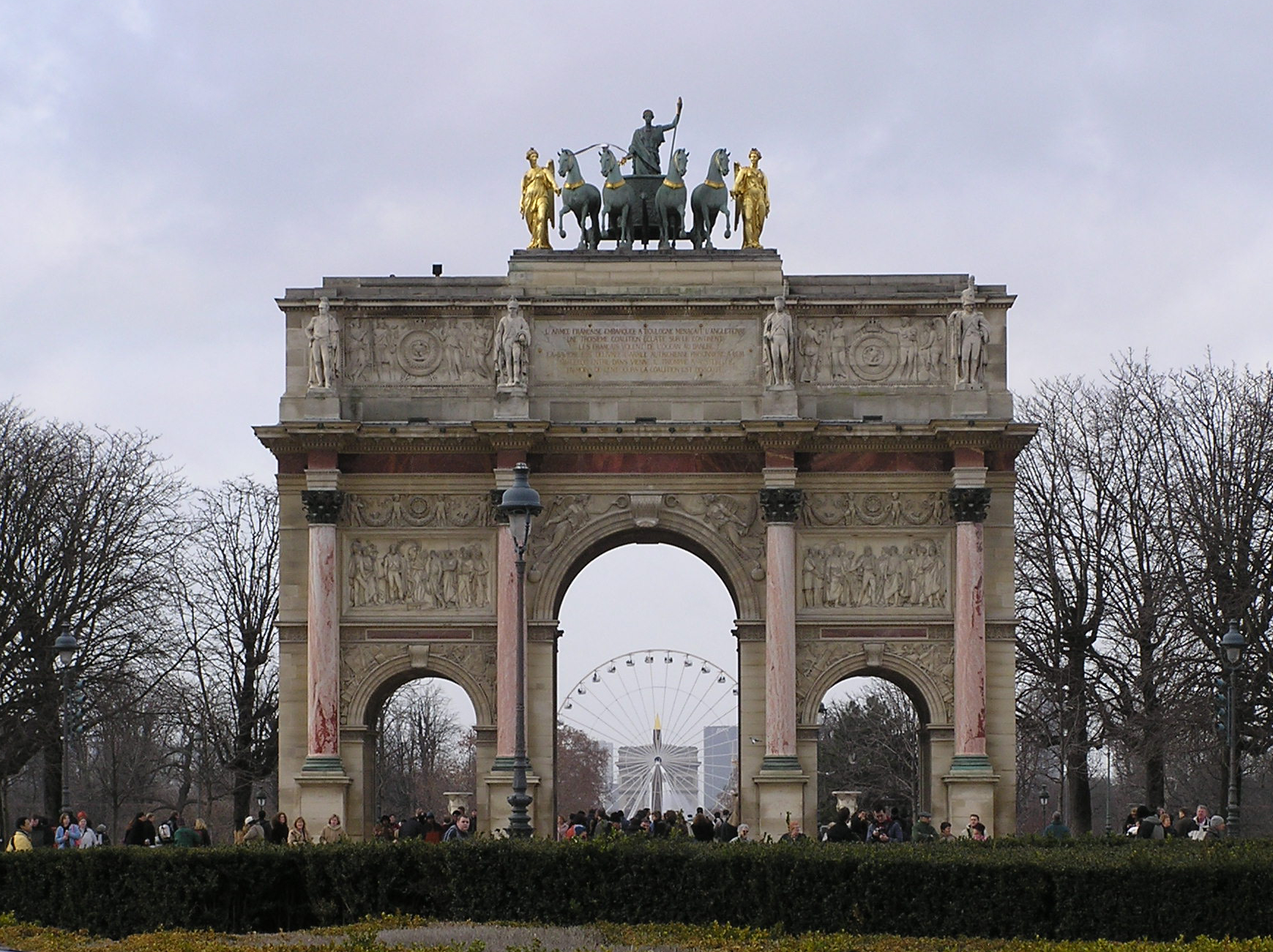
Arco de triunfo del Carrusel (al fondo se ve el obelisco de la plaza de la Concordia y más al fondo, el Arco de Triunfo).